# Pathos
《pathos》는 엠씨 더 맥스의 여덟 번째 정규 음반이다.
엠씨 더 맥스가 7집 앨범 《Unveiling》 이후로 2년 만인 2016년 1월 28일에 발매한 정규 8집이다. 앨범명 ‘파토스’는 그리스어로 열정 혹은 비애감 등 깊은 감정을 의미하는 단어로, 문학 작품이나 문학적 표현에서 정서적인 호소력을 의미하는 ‘페이소스(pathos)’의 어원이다. 앨범명이 표현하는 것처럼 8집 앨범을 관통하는 정서는 ‘비애감’, ‘쓸쓸함’, ‘그리움’이다.
보컬 겸 기타리스트를 맡고 있는 이수는 이번 앨범에서 데뷔 이래 최초로 프로듀서를 맡았으며, 음악적으로 다양한 도전을 시도함과 동시에 엠씨더맥스의 색깔은 더욱 진하게 채워냈다. 타이틀 곡 ‘어디에도’를 비롯하여 ‘어김없이’, ‘이 밤이 지나기 전에’ 등 본인들이 가장 잘 표현할 수 있는 엠씨더맥스표 정통 락발라드로 승부수를 띄웠으며, ‘아스라이’, ‘Always’, ‘말하고 싶어도’ 등에서는 보컬 이수의 최대 장점인 파워풀한 진성의 가창력에 이어 엠씨더맥스의 히트곡 중 하나인 ‘사랑의 시’에서 보여주었던 섬세한 가성을 활용해 곡의 감성을 극대화했다. 또한, 이 앨범에서 유일하게 빠른 비트의 곡인 ‘anépigraphe(아네피그라프)’는 신스팝(신시사이저로 연주하는 팝 음악)계열의 노래로 기존 엠씨더맥스의 곡들과는 뚜렷한 차별화를 보여준다.

## 곡
CD1
1. pathos (송양하·김재현 작곡, 송양하·김재현 작곡)
2. 어디에도 (송양하·이수 작사, 송양하·김재현·이수 작곡, 송양하·김재현 편곡)
3. 아스라이 (이수 작사, 이수 작곡, 이수 편곡)
4. 괜찮다가도 (하정호·이수 작사, 하정호·신준호 작곡, 하정호 편곡)
5. pale blue note (이수 작사, Copykumo 작곡, Copykumo·엉클샘 편곡)
6. 어김없이 (이수 작사, 김창락·최한솔·란 작곡, 김창락·최한솔·란 편곡)
7. Always (송양하·브랜뉴직 작사, 송양하·김재현 작곡, 송양하·김재현 편곡)
8. 이 밤이 지나기 전에 (이수 작사, 이수 작곡, 이수 편곡)
9. 말하고 싶어도 (송양하·브랜뉴직 작사, 송양하·김재현 작곡, 송양하·김재현 편곡)
10. anépigraphe (이수 작사, 이수 작곡, 이수 편곡)